# Spitfire (russische Band)
Spitfire sind eine 1993 gegründete Ska-Punk-Combo aus St. Petersburg.

## Bandgeschichte
Anfangs noch zu dritt dem Rockabilly zugewandt, geht es bereits 1994 Richtung Punk und Ska. Seit 1996 bereichern Jazz-, Funk- und Groove-Elemente den abwechslungsreichen Sound der siebenköpfigen Band.
2001 entsteht in Zusammenarbeit mit einigen Musikern von Markscheider Kunst ein neues Projekt, das sich schwerpunktmäßig diesen Jazz-Elementen widmet: die St. Petersburger Jazz-Ska Review.
Gleichzeitig vertieft sich auch die Zusammenarbeit mit einer anderen erfolgreichen Band aus St. Petersburg, Leningrad. Diese Band lädt die Crew von Spitfire zu ihren Aufnahmen und produziert gemeinsam mit ihnen einige Platten. Außerdem touren sie Ende 2002 zu dritt mit dem St. Petersburger Jazz-Ska Review durch die USA.
In den Jahren 2004 und 2005 veröffentlichen sie je ein Album: „Thrills and Kills“ und „Too good to be true“. Beide Releases wurden von ausgedehnten Tourneen begleitet, die sie u. a. nach Deutschland führten.

## Stil
Wie andere Bands aus St. Petersburg lässt sich Spitfire nur schwer auf einen Stil festlegen. Scheinbar mühelos wechseln sie zwischen den verschiedenen Richtungen. Dieser Variantenreichtum schlägt sich nicht zuletzt in einer häufigen Beteiligung an Samplern und Kompilationen nieder.

## Verschiedenes
Die Bandmitglieder bildeten weiterhin die Grundbesetzung der legendären Ska-Band Leningrad.

## Diskografie

### Alben
- 1996: Night Hunting (Pork Pie/Vielklang)
- 1999: The Coast Is Clear (Pork Pie/Vielklang)
- 2002: Saint-Petersburg Ska-Jazz Review (Zvezda records)
- 2004: Thrills and Kills (Shnur'OK, Vielklang)
- 2005: Too Good to Be True (Shnur'OK)
- 2008: Lifetime Visa (Shnur'OK)
- 2012: 5 (Shnur'OK)

### EPs und Singles
- 1998: Swinging Single Club (Zorch Productions)
- 2000: X-Mas Claus Tour (Weser)
- 2003: Saint-Petersburg Ska-Jazz Review – EP (Zvezda records)

### Samplerbeiträge
- 2003: Aggropop Now (Destiny Records)